# Burzyn (województwo małopolskie)
Burzyn – wieś w Polsce położona w województwie małopolskim, w powiecie tarnowskim, w gminie Tuchów.

## Położenie
Wieś leży na prawym brzegu rzeki Biała na Pogórzu Ciężkowickim.
W latach 1975–1998 miejscowość administracyjnie należała do województwa tarnowskiego.
Wieś liczy ok. 1308 mieszkańców (2008). 

## Toponimia
Pochodzenie nazwy miejscowości nie jest pewne - prawdopodobnie ma charakter patronimiczny i wywodzi się od nazwiska Burza jednego z pierwszych właścicieli.

## Historia
Najstarsza wzmianka o Burzynie pochodzi z dokumentu Leszka Czarnego z 1288 roku.
Od XIV do XVI wieku miejscowość należała do Burzyńskich
19 lutego 1846 r. podczas rzezi galicyjskiej, zbuntowani chłopi zamordowali tu Marcelego Skałkowskiego, poetę i patriotę, autora m.in. utworu „Boże Ojcze, Twoje dzieci”. Zamordowano wówczas także Aleksandra Różyckiego.
W okresie międzywojennym i w czasie II wojny światowej działał tu Filarecki Związek Elsów.

## Zabytki
Obiekt wpisany do rejestru zabytków nieruchomych województwa małopolskiego.
- Zespół dworsko – parkowy.
Budynek dworu, parterowy z czterospadowym dachem został przebudowany w 1960 roku. Od frontu znajduje się kolumnowy podcień[8][11].

## Oświata
- Szkoła Podstawowa im. Jana Sajdaka (do 2017 Zespół Szkół im. Jana Sajdaka)[12].

## Infrastruktura
Kopalnia gazu ziemnego należąca do PGNiG. Po wojnie Burzyn był pierwszą zelektryfikowaną wsią w gminie Tuchów. Utworzono tu również Rolniczą Spółdzielnię Produkcyjną Zorza.

## Religia
- Kaplica drewniana, została wybudowana w latach 1934–1937 przez członków Filareckiego Związku Elsów[9].
- Kościół murowany pod wezwaniem Miłosierdzia Bożego wybudowany w 1996 roku[9].

Budynek dawnej siedziby Filareckiego Związku Elsów służy dzisiaj niehabitowemu Zgromadzeniu Sióstr Sług Jezusa.

## Sport
- Klub sportowy KS Burzyn[14].

## Osoby związane z miejscowością
- Jan Sajdak – założyciel tuchowskiego liceum, filolog klasyczny, bizantynolog, profesor Uniwersytetu Jana Kazimierza we Lwowie i Uniwersytetu Poznańskiego.